# آفیس مکس
آفیس مکس (انگلیسی: OfficeMax) شرکت تجهیزات اداری آمریکایی است، که در سال ۱۹۸۸ توسط باب هارویتس و مایکل فیوئر تأسیس شد و هم‌اکنون مالک شبکه‌ای از ۹۴۱ شعبه در ایالات متحده و مکزیک می‌باشد.